# La Póveda de Soria
Pour les articles homonymes, voir Poveda (homonymie) et Soria (homonymie).
La Póveda de Soria est une commune espagnole de la province de Soria en Castille-et-León.